# Искра (предприятие, Красноярск)
АО «Красноярское конструкторское бюро «Искра» (Группа компаний «Искра») — российское предприятие[где?], развивающее несколько бизнес-активов: телекоммуникационные и информационные услуги; разработка и производство собственного оборудования; проектирование и строительство объектов любой сложности; металлообработка и лазерная резка; проектирование, монтаж и обслуживание инженерных систем. Флагманское направление — спутниковая связь.

## История
1 октября 1954 года Приказом Министра радиотехнической промышленности СССР Калмыкова В. Д. организовано «Предприятие почтовый ящик № 124», впоследствии Красноярский завод телевизоров, а в 1962 году — Красноярское конструкторское бюро «Искра»; 
17 июля 1994 года было создано ОАО «Красноярское конструкторское бюро „Искра“»; 
9 июня 2015 года преобразовано в АО «Красноярское конструкторское бюро „Искра“».
- 1954—1980 гг. - началось серийное производство и модернизация подвижных станций связи низового звена управления войсками (шифр «Кедр»).
- 1957—1962 гг. - разработаны и изготовлены первые[уточнить] в СССР телевизоры «Енисей», затем «Енисей-2», «Енисей-3» и «Рассвет».  Красноярским заводом телевизоров было выпущено более 10 млн телевизоров.
- 1962—1970 гг. - освоение серийного производства станций тропосферной связи «Горизонт».
- 1974—1982 гг. - разработан комплекс аппаратуры для передачи сигналов оповещения ГО совместно с сигналами спутникового телевидения в системах «Экран» и «Москва».
- 1994 год  -  разработан проект по пейджингу. 23 октября 1995 года специалисты предприятия отправили первое текстовое сообщение — в этот день была образована первая в г. Красноярске система пейджинговой связи «Искра-Пейдж». В 2005 году, в связи со стремительным развитием сотовой связи в РФ, предприятие было реорганизовано.
- 1995 год -  учреждено дочернее предприятие — ООО «Искра-ПРиМ».
- 1994 год - учреждено ОАО «Красноярское конструкторское бюро «Искра».
- 1996 год -  создание сети спутниковой связи «Ангара-С» на территориях Красноярского края, Эвенкии и Таймыра. Организация сети транкинговой УКВ связи в г. Красноярске.
- 2003 год - создание региональной сети спутниковой связи VSAT «Ангара-К»[1].
- 2003 год -  ОАО «Красноярское конструкторское бюро «Искра» приобретает 44 % акций ОАО «Северные телерадиокоммуникации», предоставляющего доступ в Интернет, услуги телефонной связи, интерактивные сервиcы и сопутствующие услуги частным лицам и организациям на территории Туруханского района Красноярского края.
- 2003 год -  ОАО «Красноярское конструкторское бюро «Искра» учреждает дочернее предприятие — ООО «Северо-Енисейск-Телеком», предоставляющего аналогичный спектр услуг на территории Северо-Енисейского района Красноярского края.
- 2006 год - начинаются массовые подключения в рамках реализации национального проекта «Универсальная услуга связи» в труднодоступных и удалённых населённых пунктах РФ[2]; в 2007 году — технология находит своё применение в рамках национального проекта «Образование» в территориях Красноярского края с отсутствующей инфраструктурой связи.
- 2006 год - организация сети таксофонов и пунктов коллективного доступа в рамках реализации национального проекта «Универсальная услуга связи».
- 2010 год - разработка и установка информационных терминалов «Инфомат» на территории СФО[3].
- 2013 год - производство мобильных станций спутниковой связи «Феникс»[4]. Создана сеть спутниковой связи на космическом аппарате «Ямал-402»[5].
- 2014 год -  ОАО «Красноярское конструкторское бюро «Искра» приобретает ОАО "Стройкомплекс Научно-производственное объединение прикладной механики“ ("Стройкомплекс НПО ПМ“). Портфель строительства социально-значимых объектов пополняется работами на объектах ядерной промышленности — ФГУП "ГХК“ в г. Железногорске.
- 2015 год - создана мобильная система спутниковой связи, полностью заменяющая зарубежную[6].
- 2015 год - участие в проекте по созданию Национальной спутниковой системы Республики Беларусь на базе спутника «Белинтерсат-1»[7][8][9].
- 15 октября 2015 года - запуск первого в Красноярском крае центра обработки данных на базе облачных технологий под брендом DataPool[10][11][12][13].
- май 2016 года - запуск хаба в Центре космической связи в Дубне, начало оказания услуг спутниковой связи на спутнике «Экспресс-АМ6» [14][15][16][17][18].
- июнь 2016 года - приобретение VSAT-бизнеса компании «Орион Экспресс» [19][20].
- апрель 2017 года - в R&D-центре ГК «Искра» создана новая флагманская самонаводящаяся антенна «Аркан» [21][22].

## Собственники и руководство
На февраль 2019 года акционерами АО «КБ «Искра» являются Яков Леонидович Лисовский, Андрей Викторович Ромулов и другие физические лица.
Председатель совета директоров — Андрей Викторович Ромулов, эксперт Совета по вопросам связи Федеральной антимонопольной службы, член Совета потребителей по вопросам деятельности ПАО «Ростелеком», эксперт Совета по цифровой трансформации экономики при СППКК и КРО СМР. Генеральный директор — Нейман Игорь Феликсович.

## Руководители
Руководители АО «КБ «Искра» в хронологическом порядке с момента создания предприятия:
- 1954—1959 Крылов Иван Тихонович
- 1959—1975 Жуйков Александр Владимирович
- 1975—1986 Покровский Леонид Александрович
- 1986—1991 Рагзин Геннадий Маркович
- 1991—2009 Лисовский Яков Леонидович
- 2009—2018 Ромулов Андрей Викторович
- 2018—2019  Полоухин Евгений Александрович
- 2019—н. в. Нейман Игорь Феликсович

## Технологии
В состав сети спутниковых станций АО «КБ «Искра» входит свыше 20 тыс. абонентских станций по всей территории страны. Базой для её функционирования является телепорт, расположенный в г. Красноярске и объединяющий несколько центральных станций спутниковых сетей (хабов).
Спутниковая сеть АО «КБ «Искра» работает на 5 спутниках: «Ямал-402» (55° в.д.), «Ямал-401» (90° в. д.), «Экспресс-АМ33» (96,5° в.д.), «Экспресс-АМ5» (140° в.д.) и «Экспресс-АМУ1» (36° в.д.) зона покрытия которых охватывает территорию всей России и части ближнего зарубежья.